# Восток (Илишевский район)
Восто́к (баш. Восток) — деревня в Илишевском районе Республики Башкортостан Российской Федерации. Входит в состав Кужбахтинского сельсовета.

## География

### Географическое положение
Находится на берегу реки Белой.
Расстояние до:
- районного центра (Верхнеяркеево): 28 км,
- центра сельсовета (Тазеево): 5 км,
- ближайшей ж/д станции (Буздяк): 135 км.

## Население
| 2002 | 2009 | 2010 |
| ---- | ---- | ---- |
| 37   | ↘29  | →29  |

Национальный состав
Согласно переписи 2002 года, преобладающая национальность — башкиры (92 %).